# Feuerwehr Lünen
Die Feuerwehr Lünen mit Sitz in der Feuer- und Rettungswache in der Kupferstraße in Lünen ist verantwortlich für den Brandschutz, die Technische Hilfeleistung und die Brandbekämpfung in der Stadt Lünen. Sie besteht aus einer Berufsfeuerwehr (BF), 7 Löschzügen der Freiwilligen Feuerwehren (FF) sowie einer Werkfeuerwehr. Den Freiwilligen Feuerwehren sind die Jugendfeuerwehren angegliedert.

## Geschichte
Um das Jahr 1345 sind in Lünen bereits Wachdienste gegen Brände durch zwei nebenamtlich beschäftigte Nachtwächter belegt. Im Jahr 1366 brach der erste größere Brand in Lünen aus und vernichtete etwa drei Viertel der Stadt. Es kam in den nächsten über 200 Jahren zu unzähligen Großbränden in Lünen, bis die Ratsherren erkannten, dass durch eine geordnete Brandbekämpfung Schäden gemindert werden konnten. Am 23. April 1548 erließen sie daher eine erste Feuerordnung. Diese enthielt unter anderem Regeln, wie die Bürger Lünens sich im Brandfall zu verhalten hatten und wer die Brandbekämpfung mit welchen Mitteln durchzuführen hatte.
Auszug von 1613:

„Niemand soll in seinen Feuerstellen Feuer haben, außer zwischen Sonnauf- und -niedergang, bei einer Strafe von 6 Mark.
Sollte jemand aus Versäumnis oder Nachlässigkeit Feuer verursachen, soll er bestraft werden mit 10 Goldtalern.
Es sollen auch alle Docken zwischen den Pfannen nunmehr abgeschafft und die Übertreter dagegen bestraft werden.
Wer verschweigt, dass durch Unglück Feuer entstanden ist, soll verlieren Hab und Gut. Er verstößt jedoch nicht gegen die Verordnung, wenn er Alarm macht.
Wenn jemand von den Bürgern und Einwohnern, wenn ein Unglück entsteht, nicht hilft und zum Feuer kommt, soll so bestraft werden, wie diese Ordnung festlegt.“

Eine erste Freiwillige Feuerwehr wurde im Jahr 1835 durch Erlass des Reglements für die Spritzenmeister und Feuerdeputierten in Lünen zur Abwendung der Feuersgefahr überhaupt vom 27.6.1835 eingerichtet. Dieses Reglement regelte den Aufbau, die Mannschaftsstärke und den Gerätestand einer Brandbekämpfungseinheit.
Während der Novemberpogrome 1938 wurde die Synagoge in der Kirchstraße 30 von SA- und SS-Leuten angezündet und das gesamte Inventar auf dem Marktplatz verbrannt. Das Feuer in der Synagoge konnte von der Feuerwehr Lünen gelöscht werden, sodass das Gebäude die Pogrome leicht beschädigt überstand.
Bis zur Einrichtung einer Berufsfeuerwehr im Jahr 2012 hatte die Stadt Lünen 71 hauptamtliche Beamte im feuerwehrtechnischen Dienst. Ein Antrag beim Ausschuss für Sicherheit und Ordnung im April 2012 führte ein Jahr später zur Umgliederung der hauptamtlichen Kräfte in eine Berufsfeuerwehr.

## Berufsfeuerwehr

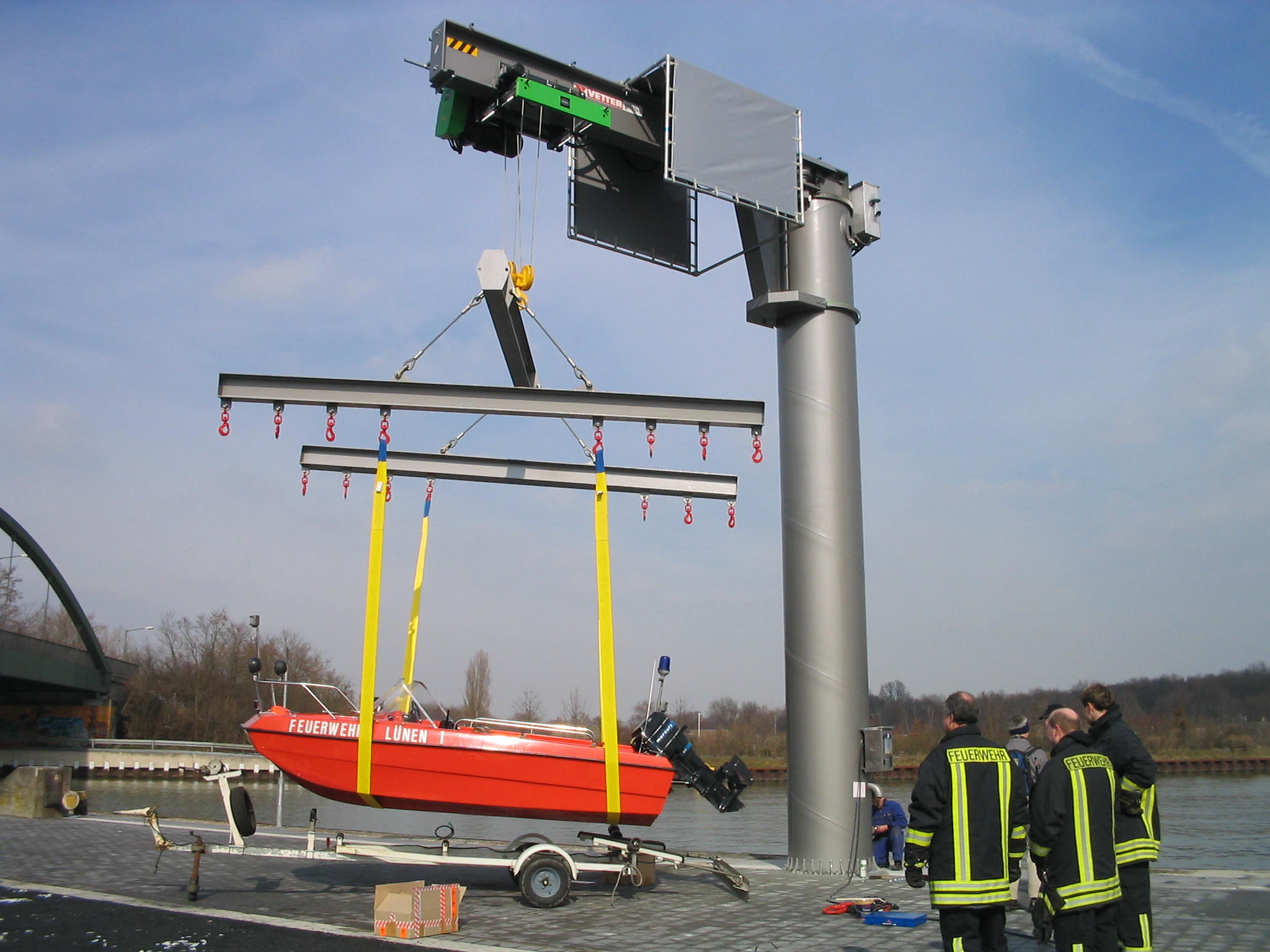
Mehrzweckboot der Feuerwehr Lünen

Die Berufsfeuerwehr Lünen besteht aus 106 Beamten im aktiven feuerwehrtechnischen Dienst in drei Wachabteilungen. Die BF sowie die FF werden durch die Leitstelle Unna über Funkmeldeempfänger alarmiert.

## Freiwillige Feuerwehr
| Wehr                          | gegründet | Mitglieder |
| ----------------------------- | --------- | ---------- |
| Löschzug Mitte                | 1835      | 53         |
| Löschzug Beckinghausen        | 1910      | 18         |
| Löschzug Horstmar             | 1919      | 31         |
| Löschzug Niederaden           | 1908      | 21         |
| Löschzug Brambauer            | 1909      | 35         |
| Löschzug Nordlünen / Alstedde | 1921      | 46         |
| Löschzug Wethmar              | 1879      | 42         |

## Werkfeuerwehr
Neben der Berufsfeuerwehr und den Freiwilligen Feuerwehren besteht eine Werkfeuerwehr von Remondis im Lippewerk. Die Werkfeuerwehr besteht aus 72 Mitgliedern und ist unter anderem mit zwei Universallöschfahrzeugen, einem Gerätewagen Umweltschutz und einer Auswahl an Speziallöschmitteln ausgestattet. Sie hält regelmäßig Übungen mit der Berufsfeuerwehr und den Freiwilligen Feuerwehren der Stadt Lünen ab und unterstützt diese bei Bedarf im Einsatz.